# Ligne de Founi à Hamada
La ligne de Founi à Hamada est une ligne de chemin de fer du centre de la Tunisie.